# Oldřich Janko
Oldřich Janko (26. listopadu 1910, Josefov – 1. března 1945, Terezín) byl československý voják a příslušník výsadku Sulphur pod krycím jménem Oldřich Jindra.

## Mládí
Narodil se 26. listopadu 1910 v Josefově (část Jaroměře), otec byl oficiál C. k. státních drah a později přednosta stanice v Jaroměři, matka Josefa, rozená Vodičková byla v domácnosti. Měl tři bratry a sestru. V Josefově absolvoval obecnou školu, v Jaroměři měšťanskou. V roce 1919 mu zemřela matka, otec se znovu oženil. Od roku 1924 dva roky studoval státní obchodní školu ve Dvoře Králové n.L. a poté se v Praze vyučil číšníkem. Základní vojenskou službu nevykonal.
Jako číšník pracoval až do roku 1937 v pražském hotelu Union. Poté odjel do Francie, kde také pracoval jako číšník. Po návratu do vlasti pracoval až do června 1938 v restauraci Nebozízek v Praze. Poté se vrátil do Francie, kde pracoval v hotelu v Haute Laovi.

## V exilu
Po vypuknutí války byl v Agde prezentován u československého zahraničního vojska u 3. pěšího pluku. Účastnil se bojů o Francii. 15. prosince 1939 byl povýšen na svobodníka a absolvoval poddůstojnickou školu. 7. července 1940 byl evakuován do Anglie. V Anglii byl zařazen k 1. pěšímu pluku a krátce nato přeložen k velitelské rotě 1. pěšího praporu.
28. října 1941 byl povýšen na desátníka a byl zařazen do výcviku pro plnění zvláštních úkolů. Od 25. října do 19. listopadu 1941 prodělal základní sabotážní kurz a parakurz. Další výcvik prováděl od 26. července 1942. Do konce roku prodělal spojovací kurz, střelecký kurz a kurzy dokončovací, spojovací a šifrovací. 10. října se oženil s Denise Davisovou, ze vztahu se 20. března 1944 narodila dcera Wenda Denise, kterou nikdy nespatřil. Začátkem února 1943 byl, již v hodnosti rotného, zařazen do výsadku Sulphur. Od 1. května do 27. září prodělal přípravu v konspiračním zaměstnání, konspirační cvičení, výcvik spojovací a střelecký, dále spojovací a šifrovací kurz s následným spojovacím cvičením. 8. října 1943 odletěl přes Afriku na Maltu, odkud byl po dvou neúspěšných pokusech o výsadek nad protektorátem přesunut do Itálie.

## Nasazení
Společně se svým velitelem A. Horákem byli vysazeni 9. dubna 1944 u obce Všetaty na Rakovnicku. Pokoušeli se sice plnit svěřené úkoly, ale neúspěšně. Těžce nemocného ho zatkli 20. dubna četníci a předali gestapu. Při transportu, oslaben vysokými horečkami společně se svým velitelem přislíbil spolupráci. Z důvodu příslibu účasti na radiové hře Wallenstein nebyl sledován. V průběhu kontrolovaného vysílání do Anglie se mu podařilo skrytě varovat operátora Vojenské radiové ústředny. V srpnu 1944 se společně s Horákem rozhodli uniknout gestapu útěkem na Slovensko. Jejich plán byl ale prozrazen a 20. září byl zatčen. Radiová protihra byla krátce na to ukončena a v říjnu byl přepraven do Terezína. Zde byl 1. března 1945 zastřelen.
Přestože stejně jako jeho velitel přislíbil spolupráci, nikdy se aktivně neúčastnil vyhledávání a likvidace dalších desantů a využil všechny možnosti k varování ústředny v Anglii. Proto není jeho jednání posuzováno jako zrada. 

## Vyznamenání
- 1943 –  Československý válečný kříž 1939
- 1944 –  Pamětní medaile československé armády v zahraničí se štítky Francie a Velká Británie